# Силуан (Глазкин)
Епи́скоп Силуа́н (в миру Алекса́ндр Евге́ньевич Гла́зкин; 19 декабря 1969, Москва) — архиерей Русской православной церкви, епископ Калачинский и Муромцевский.

## Биография
Родился в 1969 году в Москве в семье художника. Крещён во младенчестве, с детских лет воспитывался в вере. В 1976 году в возрасте семи лет переехал в Сергиев Посад и посещал богослужения в Троице-Сергиевой лавре. По его словам: «Мой духовный отец — архимандрит Кирилл (Павлов). Он помогал мне в школьные годы, когда я учился в обычной школе, и сориентировал меня на духовное служение, на то, чтобы посвятить себя служению Богу в священном сане. После окончания школы я по рекомендации архимандрита Кирилла поступил в Московскую духовную семинарию. Через год ушёл в армию. Впоследствии продолжил обучение, а по окончании семинарии поступил в духовную академию».
В 1987 году по рекомендации духовника Троице-Сергиевой лавры архимандрита Кирилла (Павлова) поступил в Московскую духовную семинарию.
В 1988—1989 годах служил в рядах Вооружённых Сил в строительных войсках.
В 1992 году окончил Московскую духовную семинарию и поступил в Московскую духовную академию.
Закончил Московскую духовную семинарию, а в 1996 году — Московскую духовную академию, получив степень кандидата богословия.
На последнем курсе после серьёзных раздумий выбрал монашеский путь. 15 марта 1996 года, на четвёртом курсе Академии, был принят послушником в братию Троице-Сергиевой лавры.
В том же году окончил Академию со степенью кандидата богословия с кандидатской диссертацией по кафедре пастырского богословия на тему: «Жизнь и пастырское служение преподобного Варнавы Гефсиманского».
18 апреля 1997 года наместником Свято-Троицкой Сергиевой лавры архимандритом Феогностом (Гузиковым) в Троицком соборе Свято-Троицкой Сергиевой лавры был пострижен в монашество с именем Силуан в честь апостола от 70-ти Силуана.
5 января 1998 года был рукоположён в иеродиакона епископом Бронницким Тихоном (Емельяновым) в Московском храме Всех святых на Соколе.
8 октября 1998 года в Свято-Духовском храме Троице-Сергиевой лавры митрополитом Санкт-Петербургским Владимиром (Котляровым) рукоположён в сан иеромонаха.
27 ноября 1998 года указом Патриарха Московского и всея Руси Алексия II назначен настоятелем восстанавливаемого Троице-Сергиева Варницкого монастыря, подворья Троице-Сергиевой лавры. По его вспоминаниям, «поначалу просто страшно было от той разрухи, что царила на месте когда-то процветавшей обители».
В 2002 году возведён Патриархом Алексием II в сан игумена.
16 апреля 2004 года за патриаршими богослужениями в Свято-Троицкой Сергиевой лавре награждён крестом с украшениями «за труды по воссозданию Троице-Сергиева Варницкого монастыря».
27 апреля 2006 года в Троицком соборе Троице-Сергиевой лавры патриархом Алексием II был возведён в сан архимандрита.
За время настоятельства архимандрита Силуана все храмы древней обители, её башни и стены выстроены заново. Кроме того, построен надвратный храм в честь преподобных Кирилла и Марии, а также миссионерский, учебный, братский и жилые корпуса. В обители имеется пасека и небольшое подсобное хозяйство. Под руководством архимандрита Силуана была выполнена большая часть работ по возведению нового собора в честь преподобного Сергия Радонежского, который был освящён в 2014 году Патриархом Московским и всея Руси Кириллом.
2 октября 2013 года решением Священного синода Русской православной церкви избран епископом Лысковским и Лукояновским.
1 ноября 2013 года наречён во епископа. Чин наречения возглавил Патриарх Московский и всея Руси Кирилл.
17 ноября 2013 года в храме Христа Спасителя Калининграда хиротонисан во епископа Лысковского и Лукояновского. Хиротонию совершили Патриарх Московский и всея Руси Кирилл, митрополит Саранский и Мордовский Варсонофий (Судаков), митрополит Нижегородский и Арзамасский Георгий (Данилов), архиепископ Сергиево-Посадский Феогност (Гузиков), епископ Балтийский Серафим (Мелконян), епископ Солнечногорский Сергий (Чашин), епископ Городецкий и Ветлужский Августин (Анисимов), епископ Выксунский и Павловский Варнава (Баранов).
C 17 по 28 ноября 2014 года в Москве прослушал двухнедельные курсы повышения квалификации для новопоставленных архиереев Русской православной церкви.
30 мая 2024 года переведён на кафедру Калачинской епархии.

## Награды
- медаль преподобного Сергия Радонежского 2-й степени (1988)
- юбилейная медаль «400 лет народному ополчению. За активное участие в сохранении истории Отечества» (2012)

## Сочинения
- Жизнь и пастырское служение преподобного Варнавы Гефсиманского: кандидатская диссертация.
- Основы духовной жизни по творениям святителя Димитрия Ростовского // На земле Преподобного Сергия Радонежского: вторые и третьи краевед. чтения, 2002, 2003 г.: сборник статей / редкол.: Игумен Силуан, В. И. Вахрина, И. В. Чикунова. — Ростов Великий: Изд. Троице-Сергиева Варниц. монастыря, 2004. — С. 6—11.
- На земле преподобного Сергия Радонежского: VII краеведческие чтения, посвящённые 1000-летию Ярославля: сборник статей / ред. Силуан. — Ростов: [б.и.], 2009. — Вып. 5: «Большой земли частица». (член редколлегии)